# ティルジットの和約
ティルジットの和約（ティルジットのわやく、仏: Paix de Tilsit, 英: Peace of Tilsit）は、ナポレオン戦争中の1807年7月に、東プロイセンのネマン川沿いの町ティルジット（現・ロシア連邦カリーニングラード州ソヴィェツク）で結ばれた講和条約である。
ティルジット講和条約（ティルジットこうわじょうやく、仏:Traités de Tilsit, 英:Treaties of Tilsit）とも呼ばれる。

## 締結
7月7日にフランスとロシア帝国が、7月9日にフランスとプロイセン王国が条約を締結した。
この条約により、プロイセンは国際社会での地位を後退させ、フランスとロシアとの間には協調関係が成立した。

## 概要

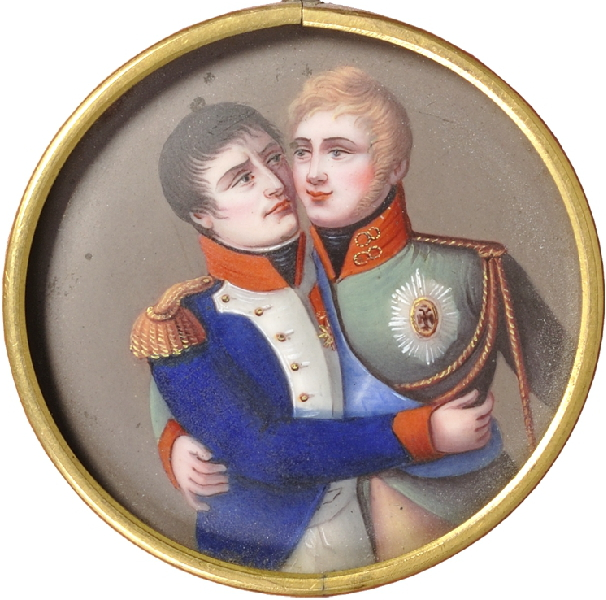
ティルジットの和約を描いたフランスのメダル（1810年代）。ナポレオンとアレクサンドルI世が抱擁している。

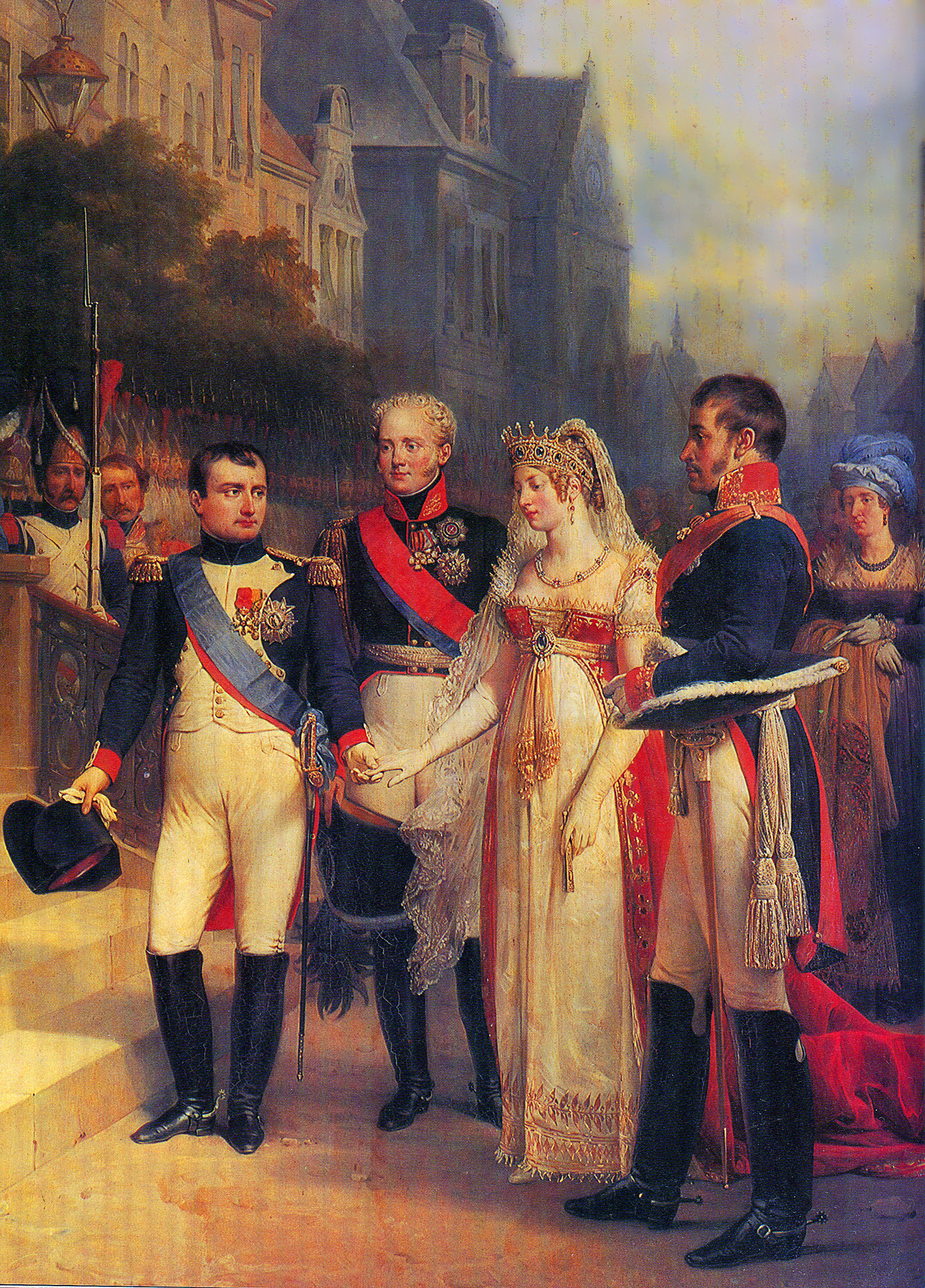
（左から）ティルジットでのナポレオン、アレクサンドルI世、プロイセン王妃、フリードリヒ・ヴィルヘルム3世

1806年、プロイセンはイギリスやロシアなどと第四次対仏大同盟を結成してフランスへ宣戦布告するが、10月14日のイエナ・アウエルシュタットの戦いで壊滅した。ロシア軍がプロイセンの救援に赴くが、1807年2月7日-8日のアイラウの戦いでフランス軍と引き分けた後、6月14日のフリートラントの戦いでやはり決定的打撃を受けた。6月21日に3か国の間で休戦協定が締結され、6月25日にはフランス皇帝ナポレオン1世とロシア皇帝アレクサンドル1世が、講和に向けて、プロイセン・ロシア国境のネマン川に浮かぶいかだの上で会談した。
7月に合意された講和条約により、プロイセンはエルベ川以西の領土とポーランドを失い、ザクセン王国とロシアにも領土を割譲させられた。これによりプロイセンの人口は900万人から400万人に縮小した。陸軍は4万人に制限され、さらに1億2,000万フランの賠償金を課せられ、賠償金の支払いが終わるまでのフランス軍の駐留を認めさせられた。エルベ川以西のプロイセンの旧領にはヴェストファーレン王国が置かれ、国王にはナポレオンの弟ジェローム・ボナパルトが即位した。ポーランド分割によって独立を喪失していたポーランドはワルシャワ公国として復活し、君主にはザクセン国王のフリードリヒ・アウグスト1世が就いた。
ロシアは第四次対仏大同盟から離脱し、対イギリスの経済封鎖である大陸封鎖令に参加した。また、ロシアがイギリスへ宣戦することが確認された（英露戦争）。スウェーデンに対しては、大陸封鎖令に参加させるためにロシアが圧力をかけることとされ、引き換えにその後のロシアによるフィンランドの獲得（1809年）が容認された（第二次ロシア・スウェーデン戦争）。地中海では、カンポ・フォルミオの和約によってフランス領となったもののロシア海軍が占領していたイオニア諸島がフランスへ返還された。